# Мезозухии
Мезозухии (лат. Mesosuchia) — крупная группа наземных, полуводных или полностью водных вымерших крокодиломорф. Они появились в верхнеюрском периоде, к концу которого представлены уже тремя семействами из Западной Европы, Центральной Азии и Китая. В мелу мезозухии известны на всех континентах, кроме Антарктиды. Из 11—12 семейств мезозухий, отмеченных в верхнем мелу, три не вымерли вместе с динозаврами, а перешли в кайнозой. Последние мезозухии — специализированные наземные хищники, такие как Sebecus — встречается вплоть до миоцена в Южной Америке. Переходные формы между мезозухиями и эузухиями появились в нижнем мелу.
Таким образом, мезозухии являлись прямыми предками эузухий — единственной современной группы крокодиломорф, к которой относятся современные крокодилы, однако граница перехода между мезозухиями и эузухиями выражена нечётко.

## Общие морфологические особенности

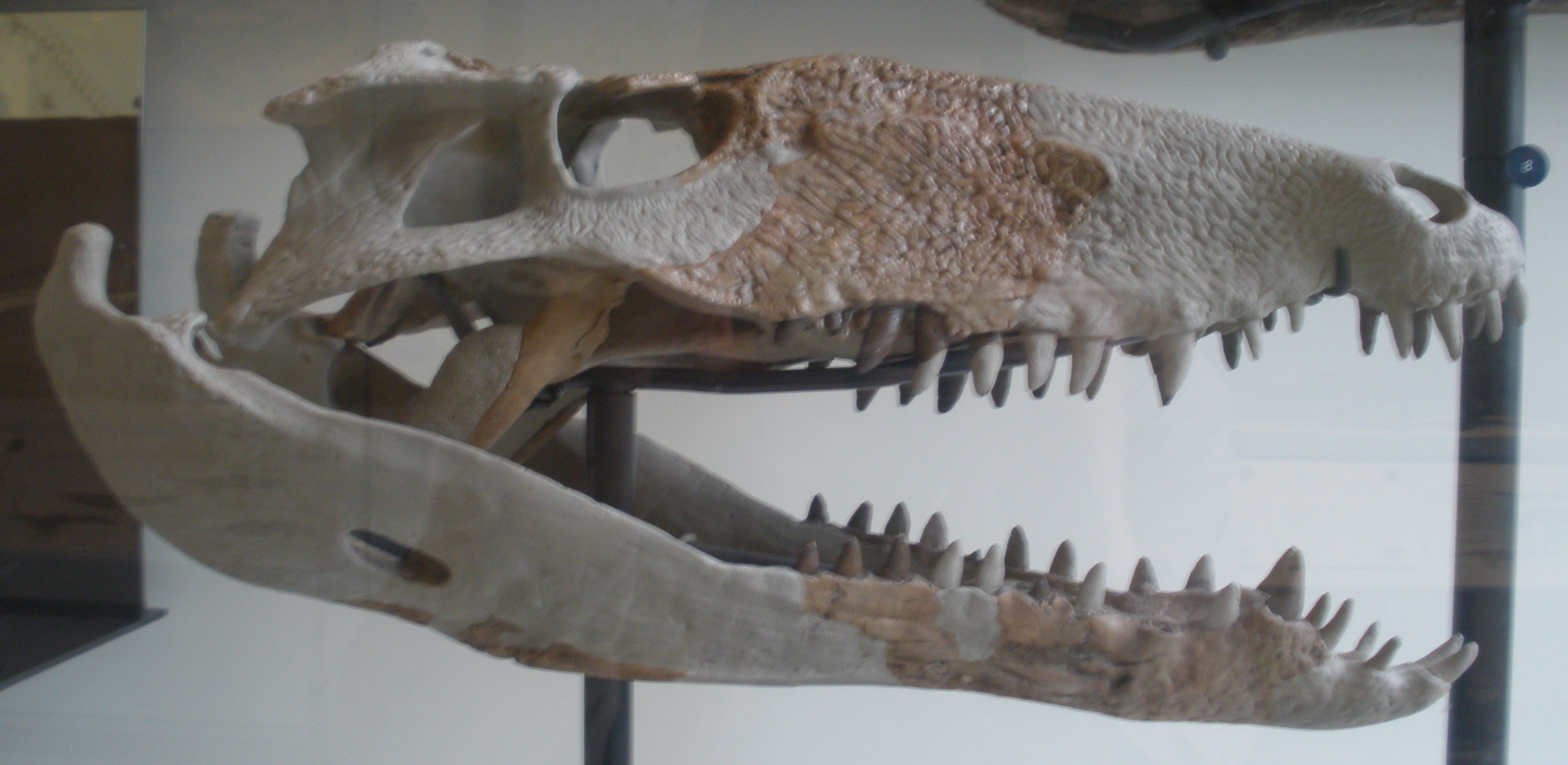
Череп южноамериканского эоценового крокодиломорфа Sebecus

Мезозухии отличаются от рецентных (современных) эузухий более коротким вторичным нёбом, в котором хоаны не окружены птеригоидами, а также амфицельностью позвонков. Вторичное нёбо образовано предчелюстными, челюстными и нёбными костями; внутренние ноздри обычно расположены между нёбными и крыловидными костями. Челюстные кости иногда соединяются дорсально и оттесняют носовые кости от предчелюстных. Наружные ноздри обычно сливаются. Предглазничное отверстие почти всегда утрачено. Верхняя височная яма большая, и лобная кость достигает её края. Заглазничная дуга часто расположена непосредственно под кожей. Лобковая кость не входит в вертлужную впадину. Панцирь обычно хорошо развит.

### Водные мезозухии

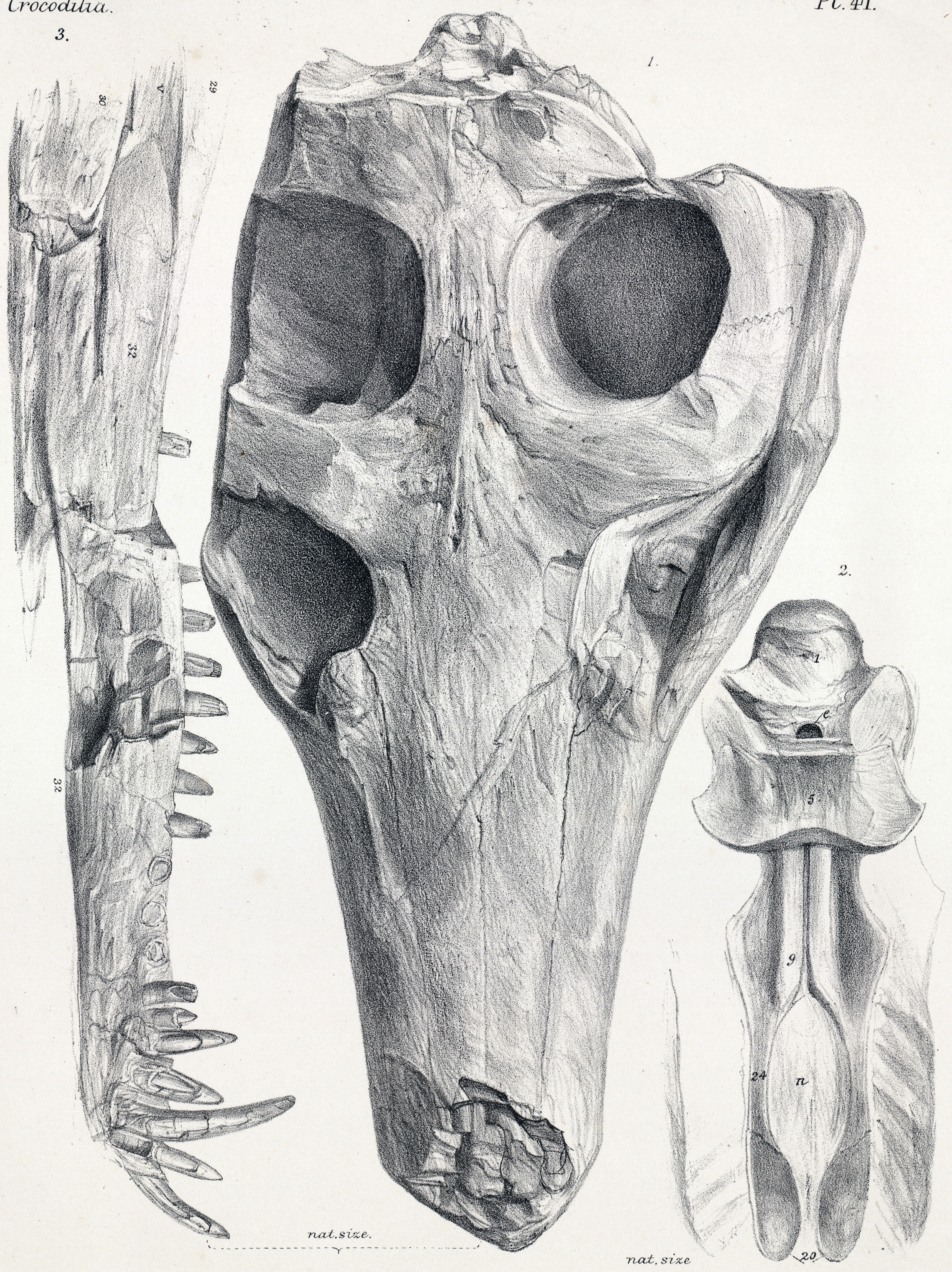
Череп крокодиломорфа

Переход от главным образом сухопутных протозухий к специализированным морским мезозухиям произошёл, по-видимому, не раньше позднего лейаса. В нижне- и верхнелейасовых отложениях Великобритании, Германии и Франции обнаружена сходная фауна ихтиозавров и плезиозавров. Эти крокодиломорфы почти неизвестны в нижнем лейасе, но обильны и разнообразны в верхнем.
Два семейства мезозухий были преимущественно или облигатно водными. Они имели, по-видимому, независимое происхождение. Pholidosauridae существовали с верхней юры до верхнего мела. У них длинная морда (это связано с водным типом питания) с резко изогнутым вниз передним концом, но верхние височные отверстия несколько меньше, чем у телеозавров и метриоринхид.
Dyrosauridae известны с верхнего мела до эоцена. Удлинённая морда в этой группе, скорее всего, развилась независимо, а не унаследована от других водных форм. Это семейство известно прежде всего в Северной и Западной Африке, Саудовской Аравии и Восточной Азии, что соответствует окраинам мезозойского моря Тетис. Род Hyposaurus встречался также в Северной и Южной Америке.

### Полуводные мезозухии
Goniopholidae из верхней юры — верхнего мела и Atoposauridae из верхней юры — нижнего мела распространены космополитично и близки по анатомии скелета к современным крокодилам. Черепом они в общем напоминают ныне живущие консервативные формы без удлинённой морды, характерной для специализированных на поедании рыбы водных видов. Хотя гониофолиды дожили до более позднего времени, они сохранили амфицельные позвонки и примитивное строение нёба. Среди атопозаврид у Theriosuchus в определённой степени процельные позвонки, а крыловидные кости формируют латеральную, но ещё не переднюю, границу хоан. Этот род, возможно, служит связующим звеном с эузухиями.

### Наземные мезозухии
Многие нотозухии (например, Chimaerasuchus, Simosuchus, Armadillosuchus и Notosuchus) вели наземный образ жизни и скорее всего были активными, теплокровными животными. Но два отдельных семейства, Baurusuchidae (верхний мел) и Sebecidae (палеоцен — миоцен), занимают обособленное положение. Они встречались преимущественно в Южной Америке, однако, также известны из Европы, Азии, Северной Африки и, возможно, Северной Америки. Известны в основном остатки черепов с относительно узкой и очень высокой в отличие от большинства других крокодиломорфов мордой. Такое строение челюстей непригодно для ловли жертвы в воде, но хорошо подходит для того, чтобы продираться через заросли и выкусывать куски мяса. Зубы — длинные, сжатые с боков, несущие пильчатые кили (эта их форма называется зифодонтной). У себецид они так сильно напоминают зубы хищных динозавров, что в своё время использовались как доказательство присутствия последних в третичном периоде в Южной Америке. Зубы сходной формы известны также у раннетретичного эузухиевого крокодиломорфа Pristichampsus. Основываясь на строении зубов и челюстей, палеонтологи считают, что себециды были активными наземными хищниками и, возможно, занимали в палеогеновых и раннетретичных экосистемах Южной Америки такое же положение, что и крупные млекопитающие хищные в других частях света, в то время как баурузухиды были экологическим эквивалентом современных им хищных динозавров в Южной Америке, Азии и Европе мелового периода. Эта гипотеза долгое время оставалась недоказанной, поскольку посткраниальный скелет этих животных не был известен. Однако, такие находки, как относительно полный скелет описанного в 2001 году наземного крокодиломорфа Stratiotosuchus из семейства Baurusuchidae, четко указывают на наземный образ жизни и сходство в строении конечностей данных крокодиломорфов с конечностями тероподов. Это также говорит о том, что наземные мезозухии были очень эффективными наземными хищниками. Баурузухиды исчезают вместе с динозаврами в конце мелового периода, в то время как себециды доживают до кайнозоя, повсеместно вымирая в Эоцене из-за резкого похолодания (даже теплокровные крокодиломорфы не имели эффективных изолирующих наружных покровов и не могли высиживать яйца), за исключением только теплой Южной Америки, где они продержались вплоть до среднего миоцена.
Сложно отследить эволюцию данных жизненных форм, но вполне возможно, что они и вовсе не имеют водных или полуводных предков.

## Классификация
- Семейство Hsisosuchidae
- Семейство Gobiosuchidae
  - Инфраотряд Notosuchia
    - Семейство Notosuchidae
    - Семейство Sebecidae
    - Семейство Baurusuchidae

  - Инфраотряд Neosuchia
    - Семейство Trematochampsidae
    - Семейство Peirosauridae
      - Род Lomasuchus
      - Род Montealtosuchus

    - Семейство Elosuchidae
    - Семейство Atoposauridae
    - Семейство Dyrosauridae
    - Семейство Pholidosauridae
      - Род Sarcosuchus

    - Семейство Goniopholididae
    - Семейство Paralligatoridae
      - Род Shamosuchus